# Christoph Kotter

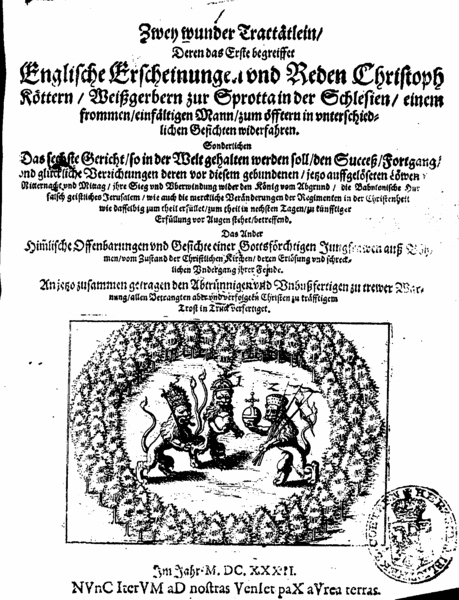
Abbildung einer der Visionen Kotters aus der Ausgabe Zwey wunder Tractätlein von 1632

Christoph Kotter (tschechisch Kryštofer Kotter, manchmal auch Kötter geschrieben; * 1585 in Langenau bei Görlitz; † 1647 in der Oberlausitz) war ein tschechischer Visionär während der Zeit des Dreißigjährigen Krieges.
Kotter erlernte in Görlitz das Weißgerberhandwerk und übte seinen Beruf in Sprottau aus. Auf einem Gang nach Görlitz am 11. Juni 1616 hatte er die erste einer Reihe von Visionen, in der ihm ein Himmelsbote in Gestalt eines „Hammermanns“ (d. h. Erzbergwerkers) erschien, „eine Person in gestalt eines Hammermanns / in einem grawen Rock / vnd schwarzen Stieffeln / (...) eine schöne Person / vnd lieblich anzusehen“,  und ihn aufforderte, der geistlichen und weltlichen Obrigkeit die Botschaft zu überbringen, dass Gott über die Sünden der Menschheit erzürnt sei und denen, die nicht Buße tun wollten, ein Strafgericht drohe.
Kotters Gesichte nehmen in der Folgezeit Bildgut der Johannesapokalypse auf und gewinnen seit dem Beginn des Dreißigjährigen Krieges einen zunehmend konkreteren politischen Charakter, indem sie den Kampf zwischen dem als Adler geschauten Katholizismus Habsburgs und den als Löwen vorgestellten Protestanten evozieren und hierbei den Löwen den Sieg weissagen. Nach seiner Rückkehr von einem Aufenthalt beim Kurfürst von Brandenburg wird Kotter 1625 wegen seiner gegen Habsburg gerichteten Prophezeiungen mit dreimonatiger Kerkerhaft bestraft, an den Pranger gestellt und des Landes verwiesen. Er flieht daraufhin in die Oberlausitz, teilt keine weiteren Visionen mehr mit und stirbt 1647 in Hunger und Armut.
Die erste Veröffentlichung von Kotters Visione erschien 1623 in einer deutschsprachigen Flugschrift. 1632 wurde eine niederländische Übersetzung gedruckt, die angibt, auf einer Handschrift zu fußen. Kotters Visionen wurden durch einen Priester in deutscher Sprache aufgezeichnet und 1632 von Comenius anonym in Auszügen zusammen mit den Visionen der Christine Poniatovska veröffentlicht. In lateinischer Übersetzung und ausführlicherer Fassung nahm Comenius sie dann auch in seine Sammlung Lux in Tenebris auf (1657, erweitert 1665). Eine auf drei Handschriften und Rückübersetzung aus dem Lateinischen gestützte Ausgabe von Benedikt Bahnsen erschien 1664 in Amsterdam. Eine englische Übersetzung des Puritaners Robert Codrington († 1665) nach dem Lateinischen von Comenius erschien ebenfalls 1664 in London.

## Ausgaben
- Johann Amos Comenius, Zwey wunder Tractätlein, Deren das Erste begreiffet Englische Erscheinungen und Reden Christoph Köttern, Weißgerbern zur Sprotta in der Schlesien, einem frommen, einfältigen Mann zum öfftern in unterschiedlichen Geschichten widerfahren. (... ) Das Ander Him(m)lische Offenbarungen und Gesichte einer Gottsförchtigen Jungfrawen auß Böhmen, vom Zustand der Christlichen Kirchen, deren Erlösung und schrecklichen Undergang ihrer Feinde. Anjetzo zusammen getragen den Abtrünnigen und Unbußfertigen zu trewer Warnung, allen Betrangten aber und verfolgten Christen zu kräfftigem Trost (...), s. l., 1632
- Johann Amos Comenius, Lux In Tenebris Hoc est Prophetiae Donum quo Deus Ecclesiam Evangelicam (in Regno Bohemiae & incorporatis Provinciis) sub tempus horrendae eius pro Evangelio perseqvutionis, extremaeque dissipationis, ornare, ac paterne solari, dignatus est. Submissis de statu Ecclesiae in Terris, praesenti & mox futuro, per Christophorum Cotterum Silesium, Christinam Poniatoviam Bohemam, & Nicolaum Drabicium Moravum, Revelationibus vere divinis, ab  anno 1616 usqve ad annum 1656 continuatis. Quae nunc e Vernaculo in Latinum fideliter translatae, in Dei gloriam, afflictorum solatia, aliorumque salutarem informationem, ipsius Oraculi iußu in lucem dantur, s. l. 1657
- Johann Amos Comenius, Lux E Tenebris, novis radiis aucta: Hoc est Solemnissimae Divinae Revelationes, in usum seculi nostri factae (...) Per immissas Visiones & Angelica Dinaque alloquia, facta I. Christophoro Kottero Silesio, ab Anno 1616 ad 1624, II. Christinae Poniatoviae Boheme Annis 1627, 1628, 1629, III. Nicolao Drabicio Moravo, ab Anno 1638 ad 1664, Amsterdam 1665
- Benedikt Bahnsen, Göttliche Offenbahrungen So einem Einfältigen frommen Mann Christoph Kottern, Auß Schlesien Durch warhafftige achtjährige Englische Erscheinungen (von Anno 1616 biß ins 1624) wiederfahren (...), Amsterdam 1664
- Prophecies of Christopher Kotterus, Christiana Poniatovia, Nicholas Drabicius, Three famous German prophets, foretelling forty years agoe this present invasion of the Turks into the Empire of Germany, and the events that will ensue. (...) Translated out of the Latine by R.C. Gent (...), London: Robert Pawlet, 1664
- A generall table of Europe, representing the present and future state thereof, viz. the present governments, languages, religions, foundations, and revolutions both of governments and religions, the future mutations, revolutions, government, and religion of christendom and of the world &c., from the prophecies of the three late German prophets, Kotterus, Christina, and Drabricius, &c., all collected out of the originals, for the common use and information of the English, [London?]: Benjamin Billingsley, 1670